# Wakesurfen

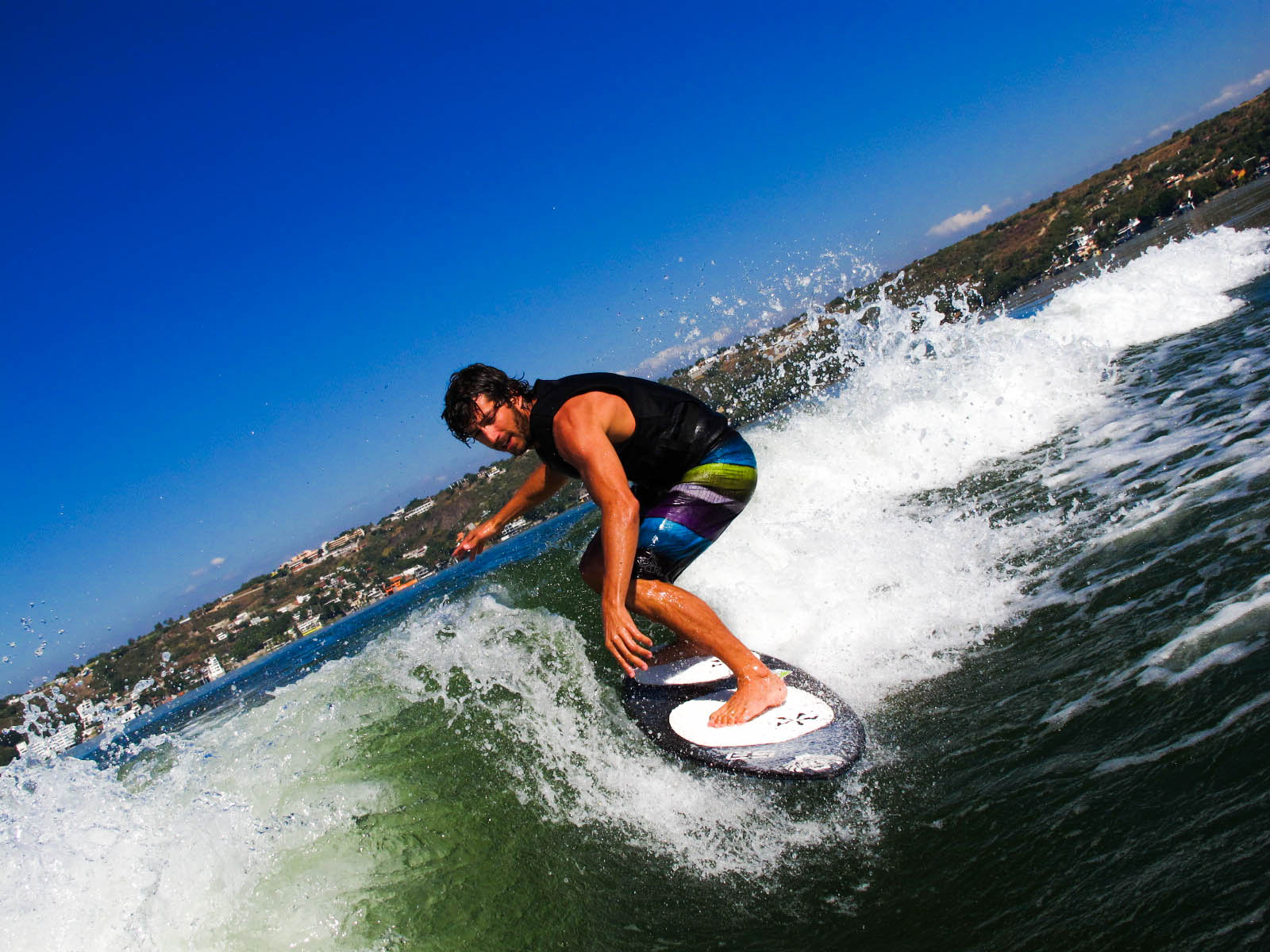
Wakesurfing

Wakesurfen is een nieuwe watersport, ontstaan door een combinatie van wakeskating en golfsurfen. Wakeboardpionier Scott Byerly heeft samen met een surfplankshaper een speciale wakesurfplank ontworpen. Dit is een kruising tussen een surfplank en een wakeboard/skate, kleiner dan een surfplank, maar breder dan een wakeboard.
Wakesurfen is alleen mogelijk achter een boot. De bedoeling is dat de boot een dusdanige hoge hekgolf heeft dat een wakesurfer zonder skilijn achter in de golf wordt meegenomen, zoals dat in zee met het gewone golfsurfen ook het geval is.
Een wakesurfer kan inpeddelen, zoals bij golfsurfen, of starten zoals bij waterskiën en wakeboarden, of vanuit de boot op het board springen. Daarvoor zoekt hij g-spot, het punt waar hij meegenomen wordt en het touw dat hij eventueel nog vastheeft kan loslaten. Nu kan hij surfen zoals dat ook in de zee kan. Het board is veel wendbaarder dan een grotere surfplank.